# Damon longispinatus
Damon longispinatus  is een soort zweepspin (Amblypygi). Hij komt uitsluitend voor in Tanzania in de Tanga regio.